# 벌집을 발로 찬 소녀
《벌집을 발로 찬 소녀》는 스티그 라르손의 소설이다.  젠더폭력을 큰 축으로 하는 추리소설이다. 2009년 스웨덴에서 영화화되었다. 이 작품이 대한민국에서 개봉된 것은 3년 후인 2012년 4월 5일이었다.

## 줄거리
냉전 동안 존재하였던 스웨덴의 정보 기관 세포(SÄPO)의 행동을 추적한다. 리스벳 살란데르가 12살이었을 때, 어머니를 학대하였던 아버지 알렉산드르 살라첸코를 경찰에 신고하려고 하였으나 정보 기관은 그의 편을 계속해서 들어 주었다. 그 과정에서 리스벳이 받은 고통이 드러난다.

## 기타
- 《벌집을 발로 찬 소녀1》. 뿔. 2011년. ISBN 9788901119533
- 《벌집을 발로 찬 소녀2》. 뿔. 2011년. ISBN 9788901119540